# Anyuan-Tempel
Der Anyuan-Tempel oder Tempel der Befriedung der Fernen Gebiete (安远庙,  An-yüan-miao, Tongyong Pinyin Ānyuǎn miào, englisch Anyuan Temple / The Temple of Pacifying the Outlying Areas / The Temple of Consolation for People from Afar / etc.) ist einer der Acht Äußeren Tempel in Chengde (Jehol) in der chinesischen Provinz Hebei. Der buddhistische Tempel befindet sich östlich des Wulie-Flusses auf einem Hügel. Er wurde 1764 fertiggestellt. Sein Baustil ahmt den des Gulja-Tempels am Fluss Ili in Xinjiang nach, deshalb wird er auch Ili-Tempel genannt. Der ursprüngliche Tempel wurde während der Dsungarenkriege zerstört. Der Tempel wurde für die über 6.000 Menschen des Dashidawa-Klans der dsungarischen Mongolen erbaut, die hier 1759 nach der Bezwingung der Dsungaren durch die Qing siedelten. Die Anlage umfasst eine Fläche von ca. 28.000 Quadratmetern.
Seine dreigeschossige, auf vierundsechzig Säulen stehende Haupthalle, die Pudu-Halle, ist mit schwarzen glasierten Ziegeln bedeckt. Sie weist tibetische Stilelemente auf. Eine Grüne Tara-Statue befindet sich auf einem Altar im ersten Teil, im zweiten werden die Buddhas der Drei Zeiten (Trikala-Buddhas) und im dritten Yamantaka verehrt. Die vier Wände der ersten beiden Teile sind mit Bildern von buddhistischen Geschichten bedeckt. Vor der Halle befindet sich eine viersprachige Gedenktafeln mit Steingravierungen in mandschurischer, chinesischer, mongolischer und tibetischer Schrift, die von der Dsungaren-Rebellion berichtet.
Der Anyuan-Tempel (Anyuan miao) steht seit 1988 auf der Liste der Denkmäler der Volksrepublik China (3-122).

### Nachschlagewerke
- Zhongguo da baike quanshu: Wenwu. Bowuguan [Große chinesische Enzyklopädie: Band Kulturgegenstände. Museen]. Beijing: Zhongguo da baike quanshu chubanshe, 1993